# South Lead Hill
South Lead Hill est une municipalité du comté de Boone, dans l’État de l’Arkansas aux États-Unis.

## Démographie
| 1980 | 1990 | 2000 | 2010 | - | - |
| ---- | ---- | ---- | ---- | - | - |
| 85   | 96   | 88   | 102  | - | - |